# Reffuveille
Reffuveille é uma comuna francesa na região administrativa da Normandia, no departamento Mancha. Estende-se por uma área de 23,22 km². Em 2010 a comuna tinha 512 habitantes (densidade: 22 hab./km²).